# 1728 a tudományban
Az 1706. év a tudományban és a technikában.

## Fizika
- James Bradley csillagászati aberrációt használt, hogy meghatározza a fény sebességét, ami 301 000 km/h-ra adódik.

## Fogászat
- A fogszabályozástan első fogszabályozóit feltalálták.

## Születések
- szeptember 3. - Matthew Boulton mérnök († 1809)
- október 27. - James Cook felfedező († 1779)
- John Hunter sebész, pathológus, anatómus († 1793)
- Joseph Black fizikus és kémikus († 1799)
- Johann Heinrich Lambert matematikus, fizikus, csillagász († 1777)